# Nedjm Riadhi Baladiat Grarem
Maillots
Dernière mise à jour : 28 décembre 2020.
Le Nedjm Riadhi Baladiat Grarem (en arabe : النجم الرياضي لبلدية القرارم), plus couramment abrégé en NRB Grarem ou encore en NRBG, est un club algérien de football fondé en 1963 et basé dans la commune de Grarem Gouga, dans la Wilaya de Mila.

## Histoire
Le Nedjm Riadhi Baladiat Grarem a évolué, par le passé, dans les championnats algériens de Division 2 et Division 3.
Il a disputé un match de Coupe d'Algérie contre l'USM Alger en 2008. Le 24 novembre 2009, le club affronte le CS Constantine lors du dernier tour régional de la Coupe d'Algérie.

## Identité du club

### Logo et couleurs
Les couleurs du Nedjm Riadhi Baladiat Grarem sont le Jaune et le Noir.

Logo actuel.